# インスブルック市電
インスブルック市電（インスブルックしでん、ドイツ語: Straßenbahn Innsbruck）は、オーストリアの都市・インスブルック市内に存在する路面電車。2023年現在は（Innsbrucker Verkehrsbetriebe und Stubaitalbahn GmbH、IVB）によって運営されている。

## 歴史

### 蒸気鉄道から路面電車の開通まで
19世紀後半、各都市を結ぶ鉄道網の開通により、インスブルックには多数の人が訪れるようになり好景気に沸いた。そんな中、1889年にドイツ・アウグスブルクの実業家たちはインスブルックからハル・イン・チロルへ向かう蒸気を動力源にした鉄道路線の建設の認可を得た。そして1891年6月1日に最初の路線となる全長12.1 kmの単線区間が開通した。この路線はベルクイーゼルからインスブルック市内中心部を経由し、ハル・イン・チロルへ向かう路線で、開業に備えて4両の蒸気機関車、9両の客車を導入した。運営組織としてインスブルック-ハル・イン・チロル地方鉄道（Lokalbahn Innsbruck–Hall in Tirol、L.B.I.H.i.T.）が立ち上げられ、以降同社は利用客の増加やそれに伴う列車の増発に応じて車両の増備を実施した。
一方、1900年にはインスブルック低山鉄道（Innsbrucker Mittelgebirgsbahn、IMB）がインスブルック市から路線建設の認可を受け、同年6月27日にベルクイーゼルとイグルスを結ぶ非電化路線を開通させた。この路線は最大46 ‰という急勾配が存在しており、先に開通したインスブルック-ハル・イン・チロル地方鉄道のものより強力な蒸気機関車が導入された。列車の運営については同社が担当していた。
また、1904年にはインスブルックとを結ぶ登山鉄道のシュトゥーバイタール鉄道も開通した。同路線もまた運営はインスブルック-ハル・イン・チロル地方鉄道に委任されていた一方、こちらは当時の同社やインスブルック低山鉄道の路線と異なり、開通時から電化（交流電化）が行われていた。
その後、インスブルック-ハル・イン・チロル地方鉄道は翌1905年6月15日に同社初となる電化路線をインスブルック中心部に開通させ、同年11月18日にも延伸が実施された。これらの区間も利用客は想定より増加し、開業時に導入された電動車に加えて翌1906年には付随車の増備も行われた。その後も引き続き延伸が行われた一方で既存の路線の電化工事も進められ、1910年1月6日をもってインスブルック-ハル・イン・チロル地方鉄道から蒸気機関車が牽引する列車は姿を消した。また1909年には系統番号の導入も実施されている。そして1911年12月30日に行われた延伸により、インスブルック-ハル・イン・チロル地方鉄道は全長11.8 km、4系統の路線網を有する事業者となった。

### 二度の世界大戦を経て
第一次世界大戦中は利用客が急増した一方で予備部品の不足や財政難という課題を抱え、1920年には系統数が減少する事態となったが、一方で利用客が多い路線については複線化工事が施工された。終戦後は再度系統の増設や延伸が行われるようになり、世界恐慌の勃発まで輸送力の増強策が積極的に実施された。一方、同時期の1927年にはインスブルック低山鉄道がインスブルック-ハル・イン・チロル地方鉄道に吸収合併されたが、それに先立つ1924年からは付随車（客車）を用いた両路線の直通運転が行われるようになった。そして1936年6月28日、長らく非電化のまま残されていた旧・インスブルック低山鉄道の区間の電化が行われ、同路線向けに主電動機を増設した車両が導入された。
オーストリアのナチス・ドイツへの併合以降、インスブルック市電の路線網は都市計画に左右されるようになり、1939年には新規橋梁の建設に伴いハル・イン・チロルへ向かう一部区間の廃止が行われた一方、1940年には市内を走る環状線の完成により一部系統の経路変更が行われた。また、第二次世界大戦中の1941年、インスブルック-ハル・イン・チロル地方鉄道は路線バスの運営事業者と合併し、社名をインスブルック交通（Innsbrucker Verkehrsbetrieben、IVB）へと変更した。戦時中は利用客が急増したが、当時の情勢から旅客車両の増備はままならず、更に1943年以降は幾度となく空襲の被害を受ける事となった。これらの損傷は1945年5月5日のアメリカ軍の進駐やその後の終戦を経て急速に修復され、同年8月には全区間が営業運転を再開している。

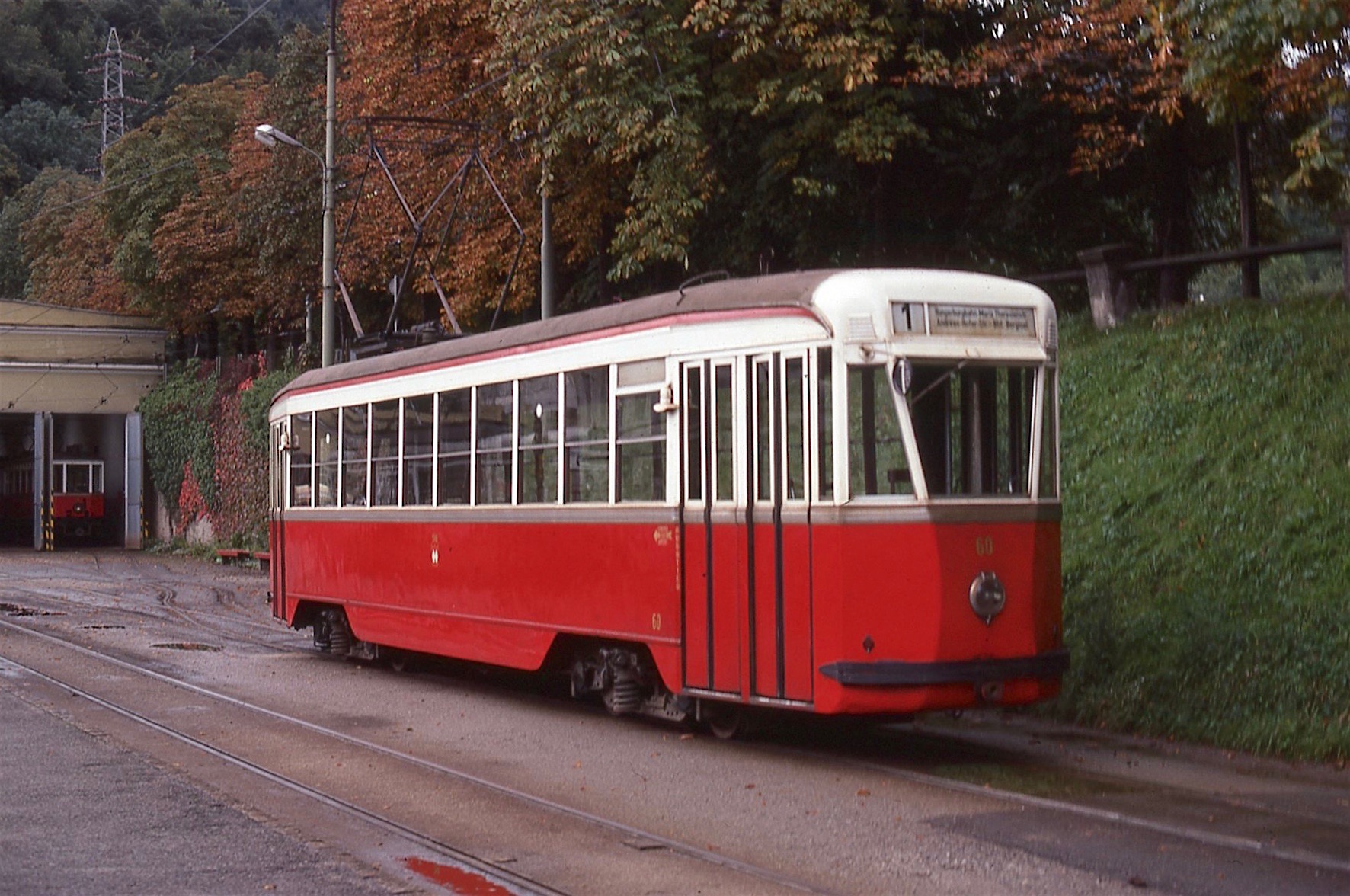
第二次世界大戦中唯一導入された電動車・60（1977年撮影）

### 第二次世界大戦後
第二次世界大戦後、深刻化していた輸送力不足を補うため、スイスを始めとしたオーストリア国内外の鉄道・路面電車路線から譲渡された車両が1958年まで多数導入された。また、延伸に加えてベルクイーゼル方面へ向かう路線を始めとする線形改良や経路変更が実施され、その過程では1964年のレオポルド通り（Leopoldstraße）を経由する区間のように路面電車が撤去される事例も生じた。

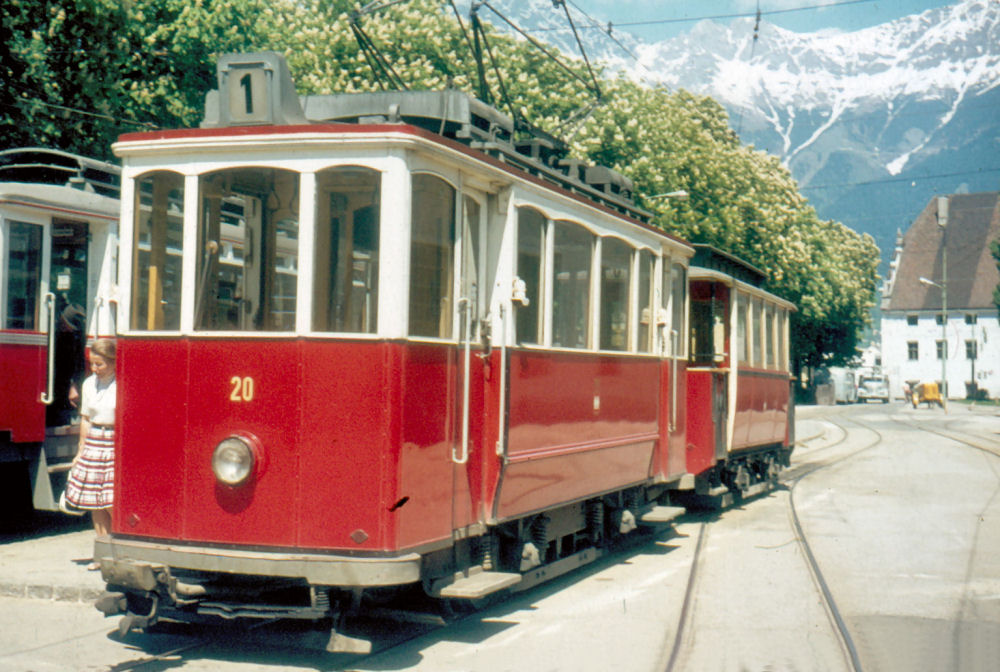
チューリッヒから譲渡された2軸車（1971年撮影）
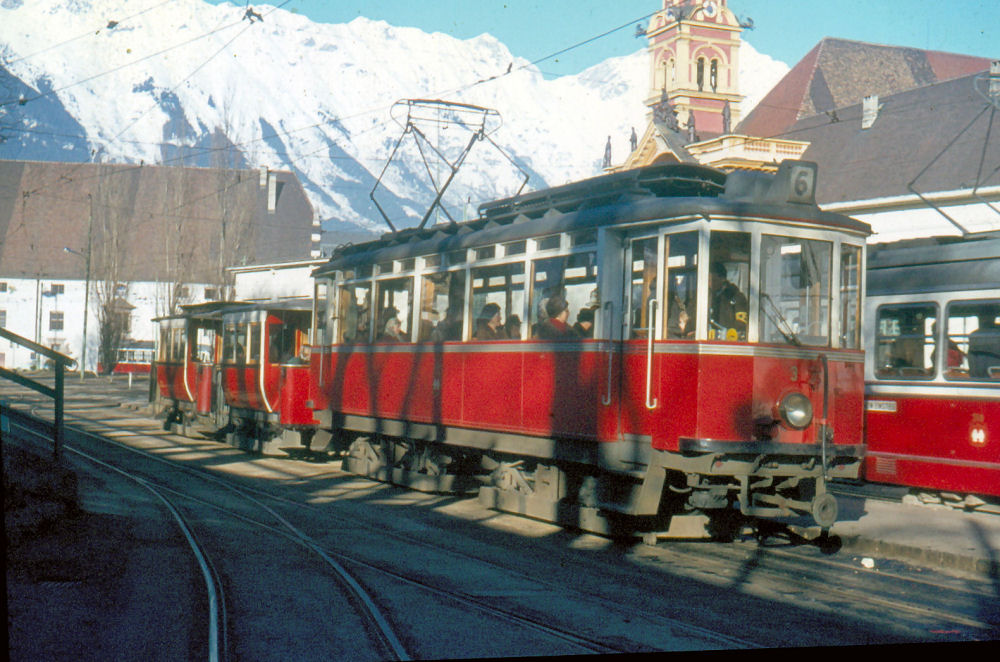
4号線や6号線で使用されたボギー車（1974年撮影）

その後、車両についてはドイツのデュッセルドルフ車両製造（→デュワグ）が開発した路面電車車両（デュワグカー）をライセンス生産した車両が多数導入され、従来の車両の大半を置き換える形で近代化が実施された。だが、1974年には冬季オリンピック開催に向けた道路整備を名目として、旧・インスブルック-ハル・イン・チロル地方鉄道最初の路線を含んでいた4号線（通称「ハラー線」、Haller Linie）が廃止され、モータリーゼーションの進展により路面電車を含むインスブルック全体の鉄道網の存廃も議論の対象となった。しかし、これらの路線は最終的に廃止を免れ、以降はドイツ各地の路面電車で廃車となった車両を譲受する事で残存していた旧型車両の置き換えや列車本数の増加が進められた。また、1983年には長らく交流電化だったシュトゥーバイタール鉄道が直流電化に転換され、インスブルック市電の車両を用いた直通運転が始まった。

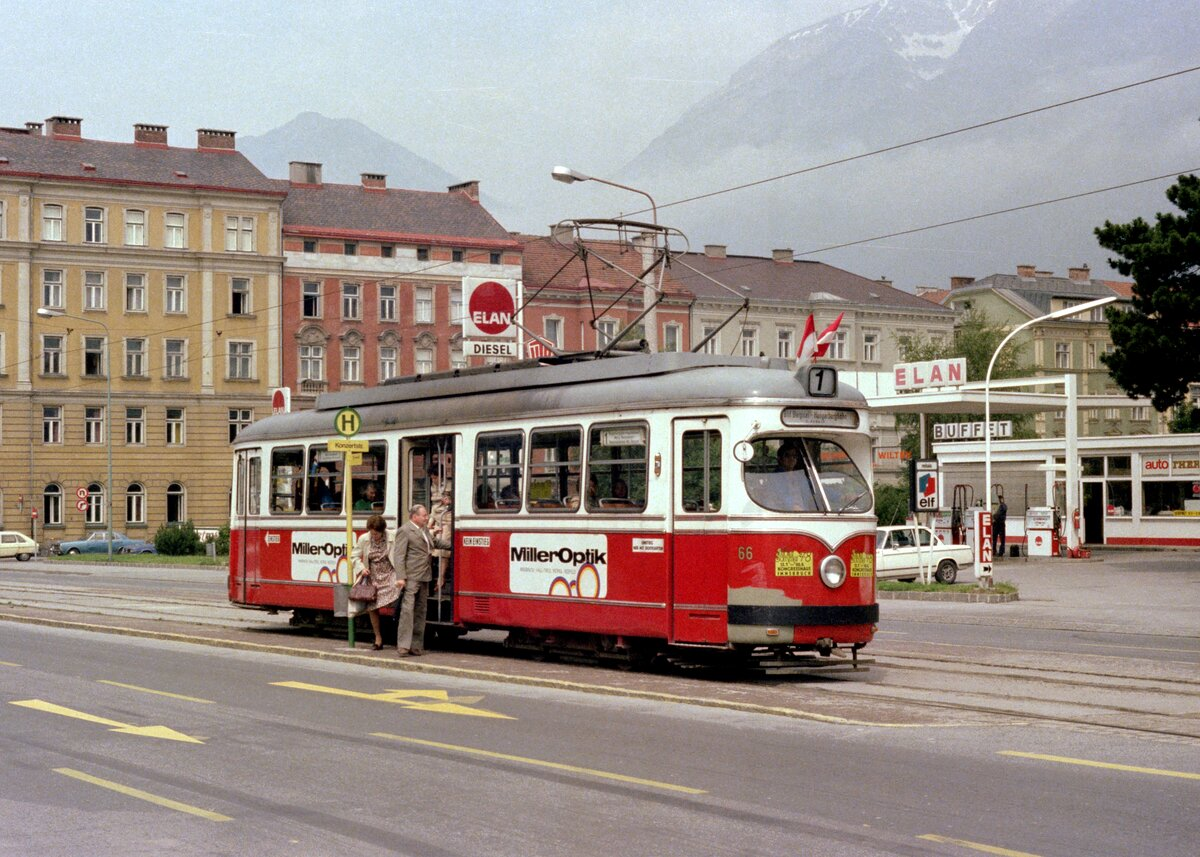
オーストリアの企業によりライセンス生産が行われたボギー車（1978年撮影）
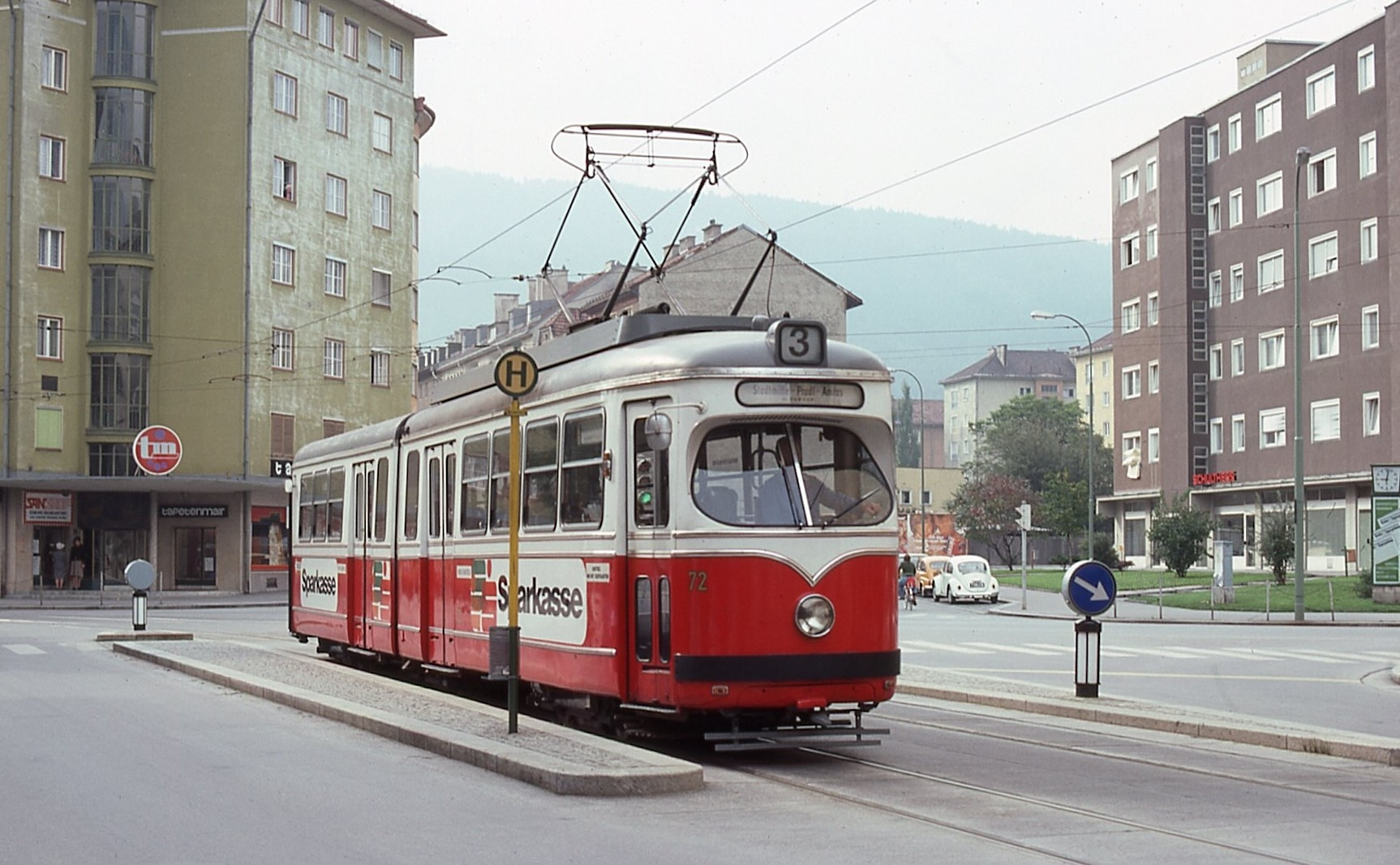
ライセンス契約により生産された2車体連接車（1977年撮影）
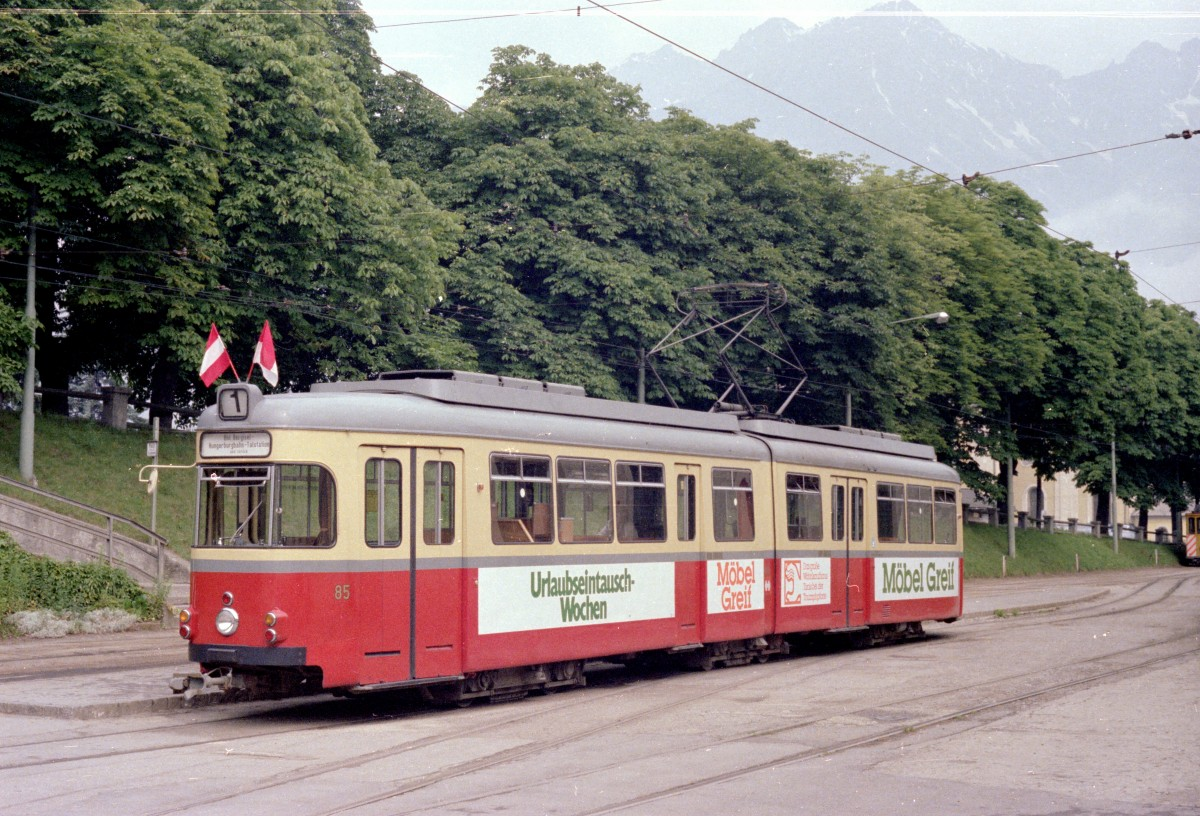
ハーゲン市電から譲渡された両運転台式の連接車（1978年撮影）
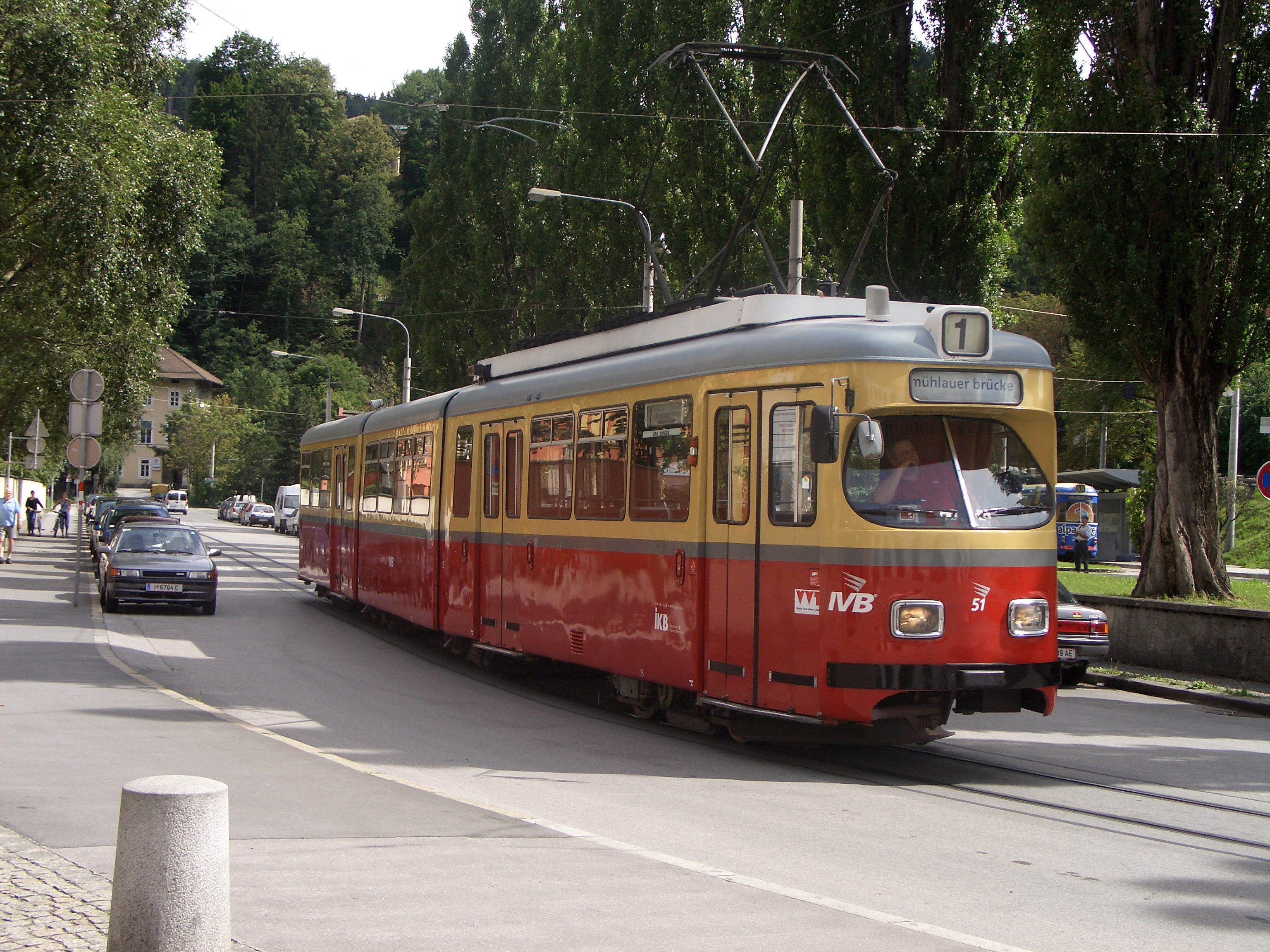
ビーレフェルト市電から譲渡された片運転台式の連接車（2007年撮影）

これらの動きと同時に合理化も進められ、1985年には合理化の一環として旧・インスブルック低山鉄道の6号線の車掌業務が廃止され信用乗車方式に改められた。この動きは他の路線にも拡大し、1990年代までにインスブルック市電から車掌業務が廃された。

### "トラム/レギオナルバーン構想"
1997年、インスブルック交通はシュトゥーバイタール鉄道を運営していたシュトゥーバイタール鉄道会社（Stubaitalbahn AG）と合併し、新たにインスブルック交通・シュトゥーバイタール鉄道会社が立ち上げられた。一方、それに先立つ1995年12月1日、インスブルック市電にとって30年ぶりとなる新規区間が市内中心部に開通した。そして2001年、チロル州とインスブルック市議会は民間のバス事業者との競争力や交通網の利便性の向上を目的に、路面電車の近代化や路線網の拡大を目標とした「トラム/レギオナルバーン構想（Projekt Tram/Regionalbahn）」を承認した。
これを受け、まず路面電車全体の改良工事が2007年まで実施され、同年以降バリアフリーに適した超低床電車のフレキシティ・アウトルックの導入が行われた。その結果、2009年にインスブルック市電の全列車は超低床電車による運行に切り替えられている。そして、2012年に実施された3号線の延伸を皮切りに、インスブルック市内各地に新たな路面電車の路線が建設され続けている。2023年時点では市内を東西に横切る5号線の延伸計画が進行中で、そのうち東側・ラム（Rum）へ向かう区間は2023年3月4日に開通した。残る西側・フォルス（Völs）方面の延伸は2024年に建設の承認を受けた上で2030年の開通を予定している。これにより、5号線はインスブルックと周辺の地域を結ぶ系統（レギオナルバーン）となる。

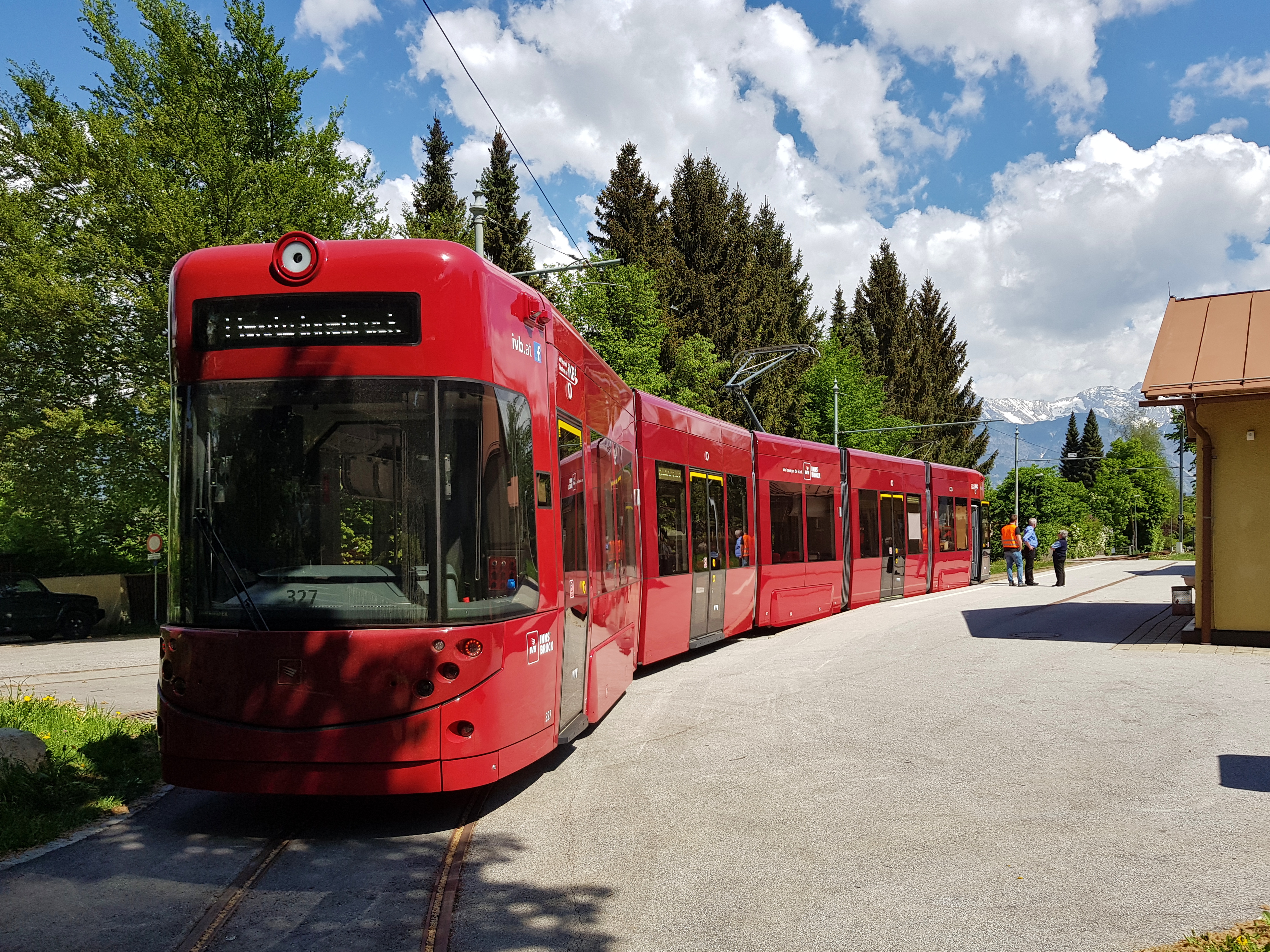
フレキシティ・アウトルックは高床式車両を置き換えた（2018年撮影）
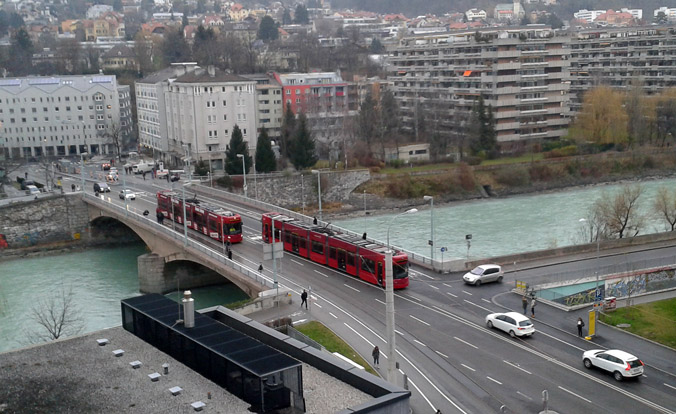
大学橋（Universitätsbrücke）を経由する区間は2012年に開通した（2012年撮影）
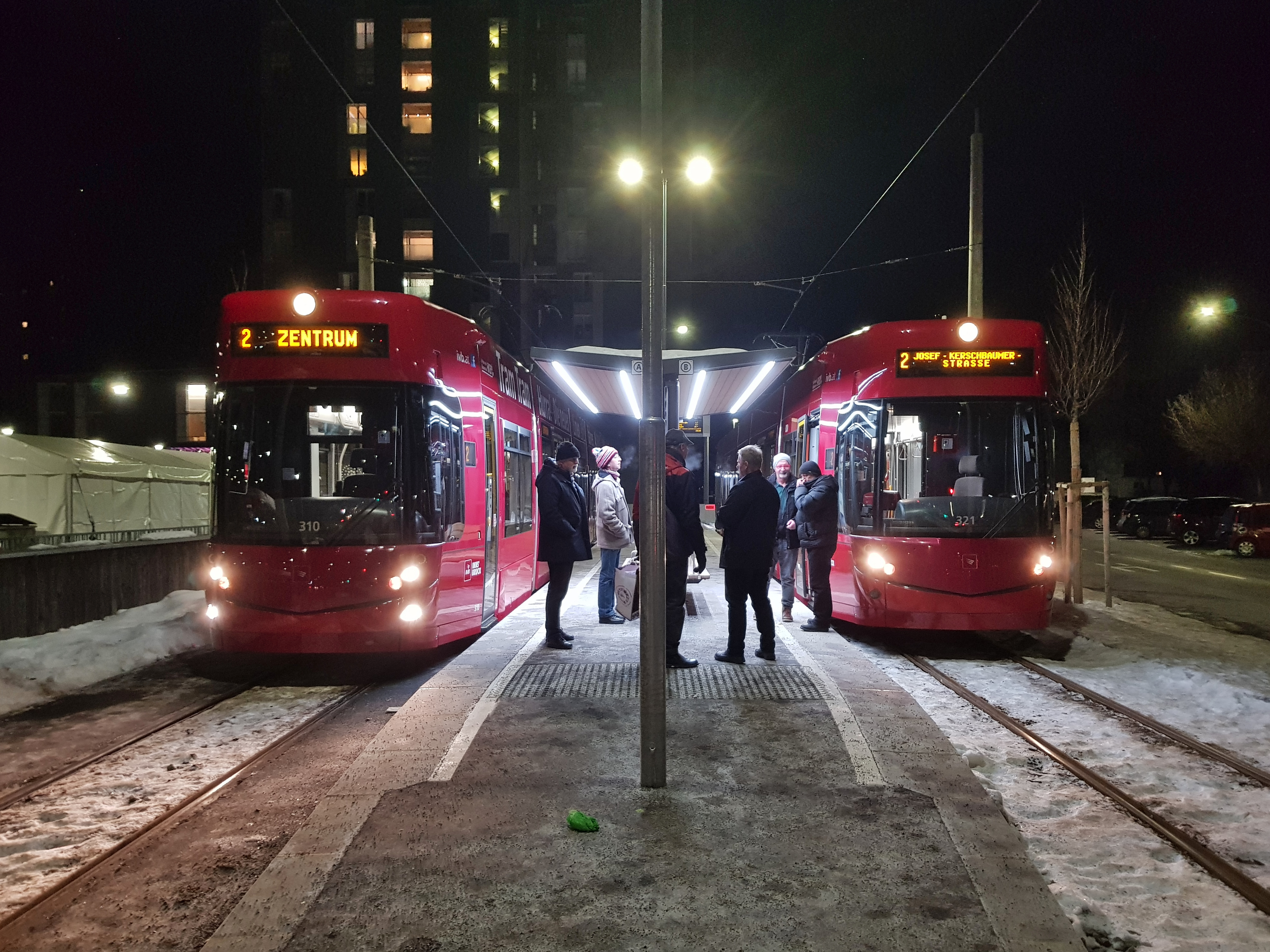
2019年に開業したアロイス・ルガー広場（Alois-Lugger-Platz）電停（2019年撮影）
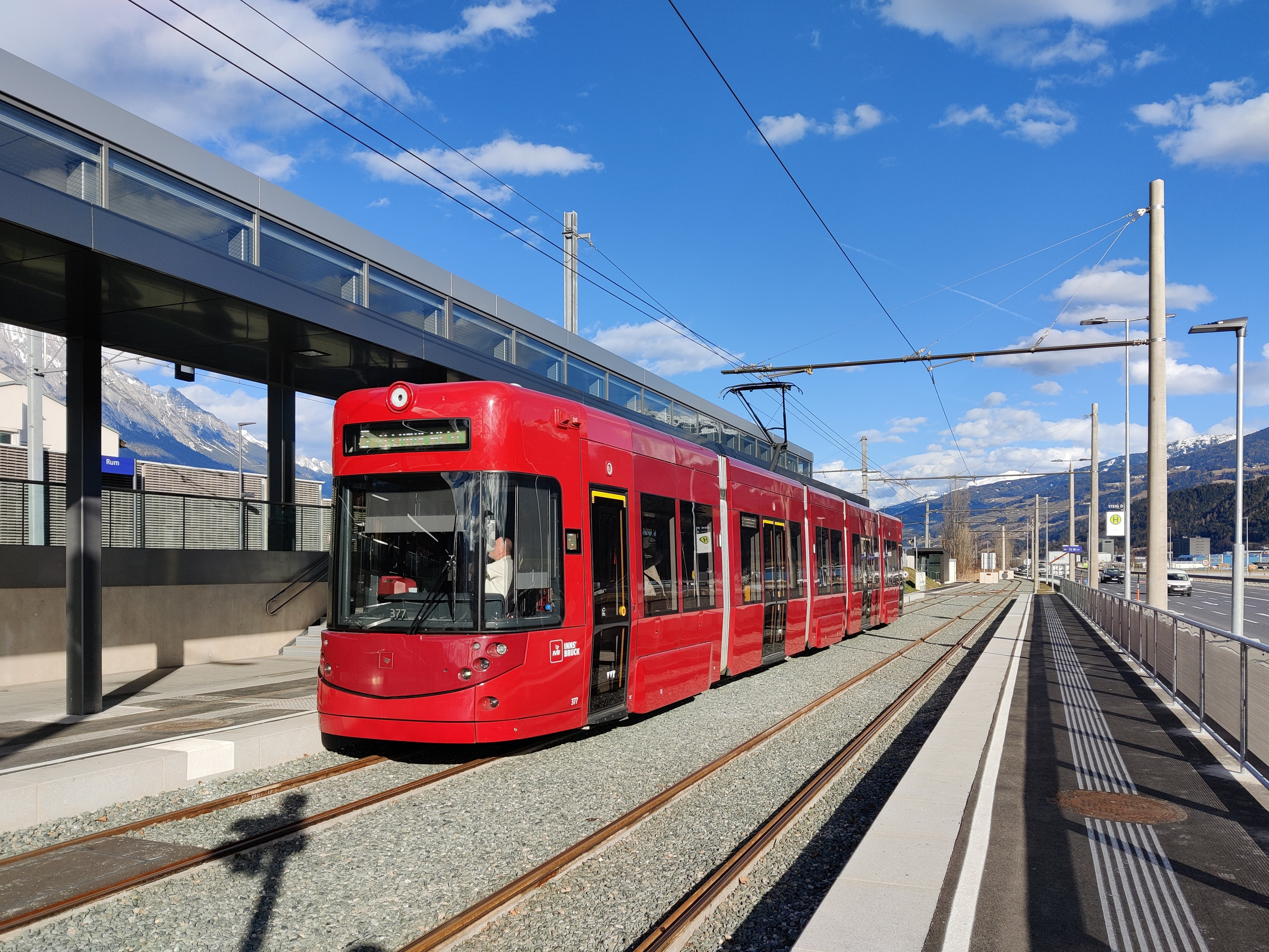
5号線は2023年にラム方面へ延伸された（2023年撮影）

## 系統
2024年6月に実施された6号線のインスブルック市内への延伸以降、インスブルック市電では以下の系統が運行されている。そのうち6号線は旧・インスブルック低山鉄道、STB線は旧・シュトゥーバイタール鉄道の区間を含んでおり、これらの路線には急勾配が存在する。
| 系統名 | 起点                   | 終点                  | 参考・備考                   |
| ------ | ---------------------- | --------------------- | ---------------------------- |
| 1      | Bergisel               | Mühlauer Brücke       |                              |
| 2      | J.-Kerschbaumer-Straße | Peerhofsiedlung       |                              |
| 2A     | Neu-Rum Kirche         | Exlgasse              | Exlgasse方面のみ早朝に運行   |
| 3      | Amras                  | Anichstraße/Rathausg. |                              |
| 5      | Rum Bahnhof            | Technik West          | 早朝・深夜には区間列車が運行 |
| 6      | Igls Bahnhof           | Mühlauer Brücke       |                              |
| STB    | Innsbruck Hauptbahnhof | Fulpmes Bahnhof       |                              |

## 車両

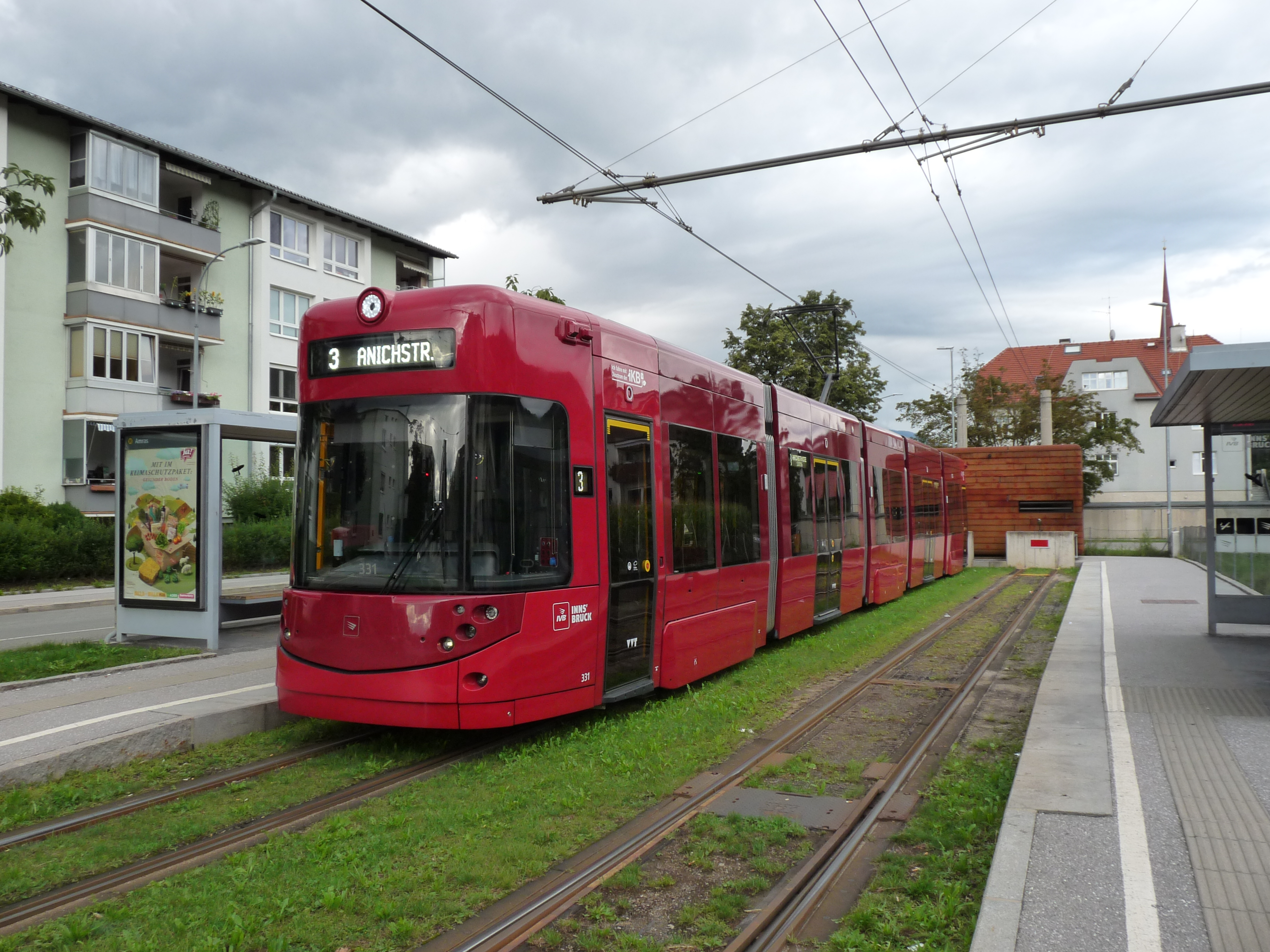
フレキシティ・アウトルック
（2021年撮影）

2023年現在、インスブルック市電で使用されているのはボンバルディア・トランスポーテーション（現：アルストム）が開発した超低床電車のフレキシティ・アウトルックである。両運転台式の5車体連接車で、車軸を有するボギー台車を用いながらも車内全体が段差がない低床構造になっているのが特徴である。インスブルック市電には1次車（301 - 326、351 - 356）が2007年から2009年にかけて、クラッシャブルゾーンの設置や軸重の軽量化などの改良が行われた2次車（327 - 335、371 - 381）が2018年から2020年にかけて導入されている。また、これらの車両の一部は旧・シュトゥーバイタール鉄道の区間で使用される無線システムに対応した設備を有している。

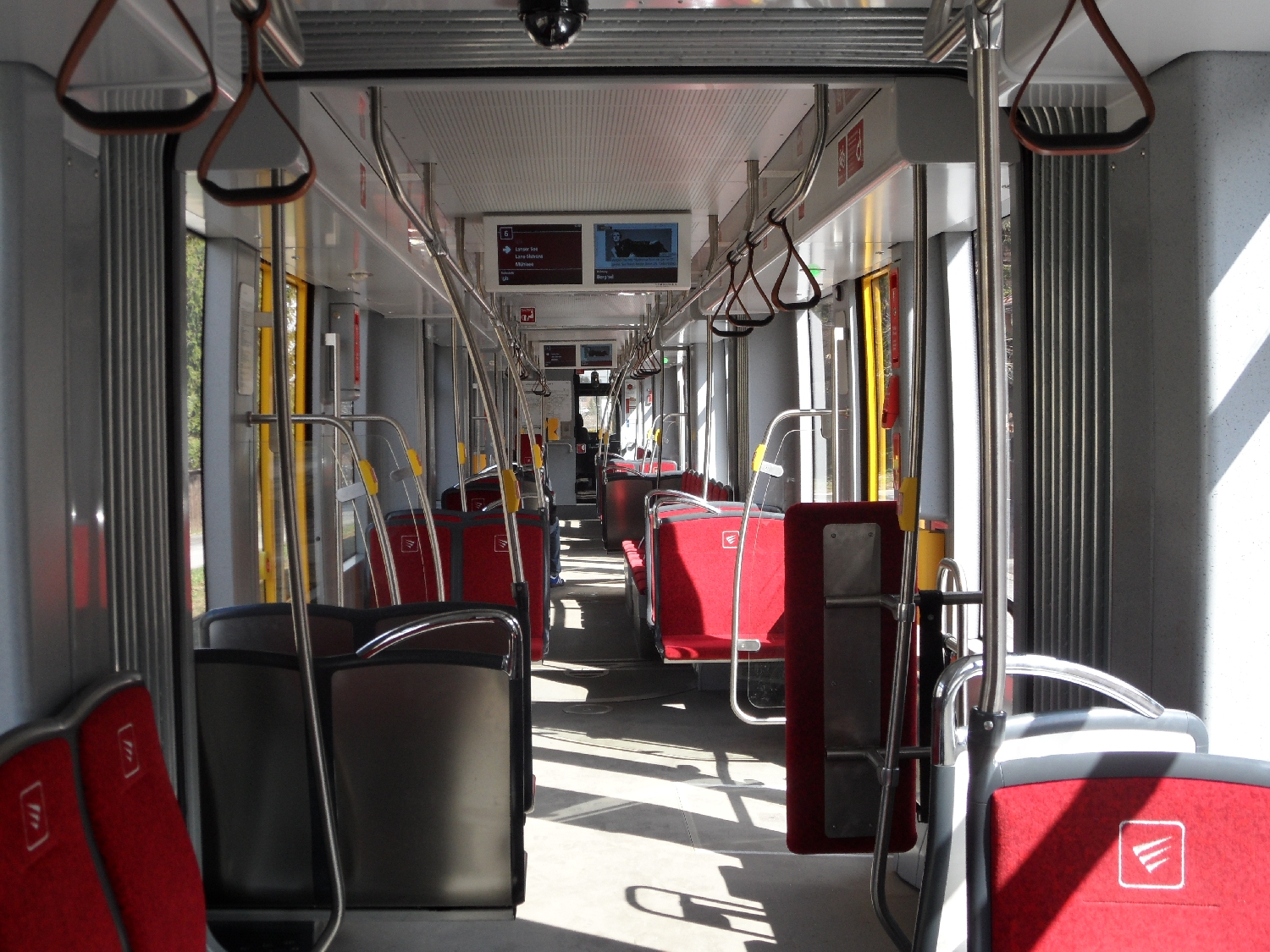
車内
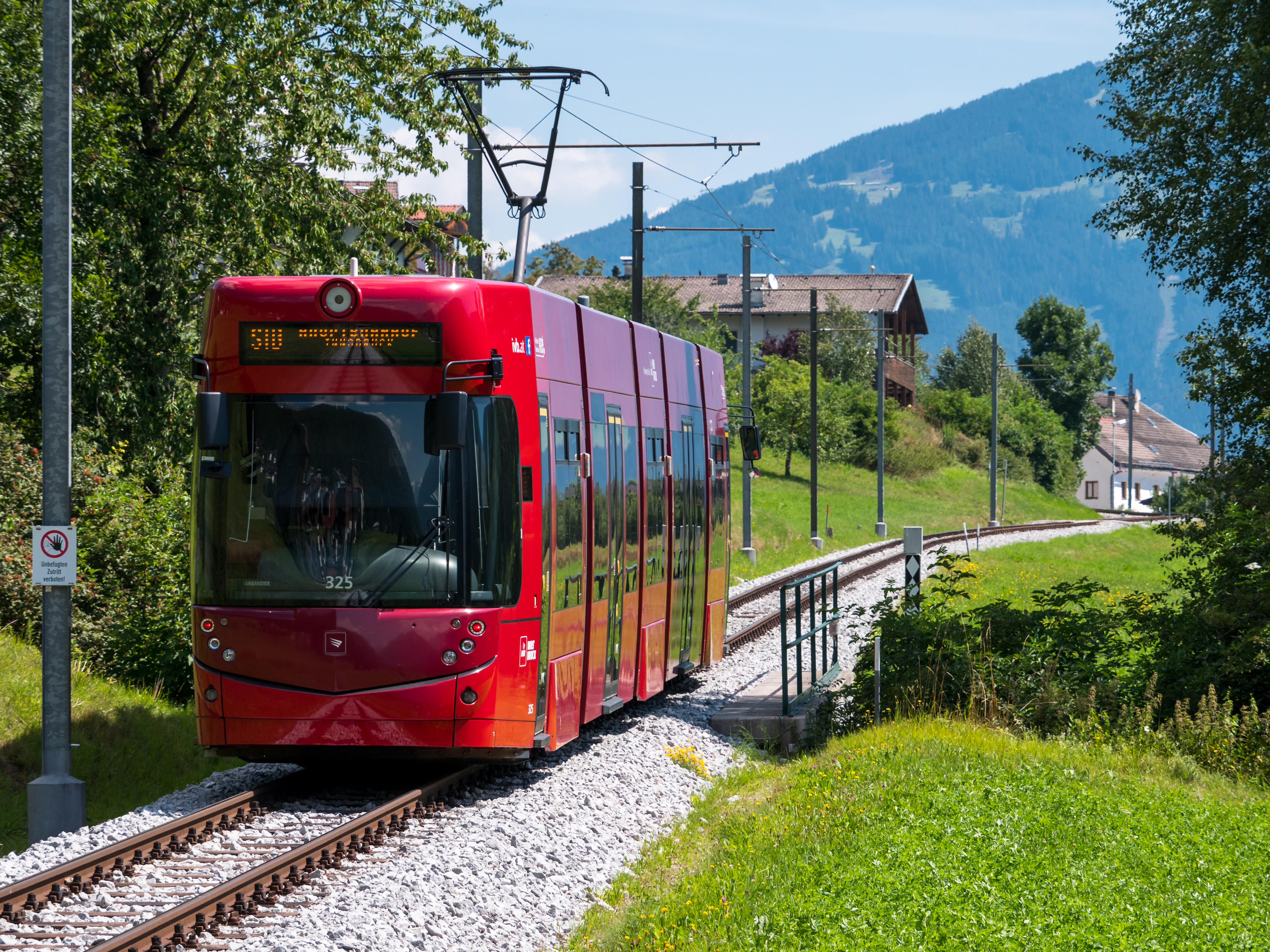
旧・シュトゥーバイタール鉄道の区間を走行する車両（2018年撮影）

一方、インスブルック市電で過去に使用された車両の一部はチロル博物館鉄道協会（Tiroler Museumsbahnen、TMB）を始めとした各地の団体によって保存され、一部は動態復元も行われている。また、廃車された連接車の一部についてはルーマニアのアラド市電（アラド）、ポーランドのウッチ市電（ウッチ）といった他都市の路面電車へ譲渡されている。

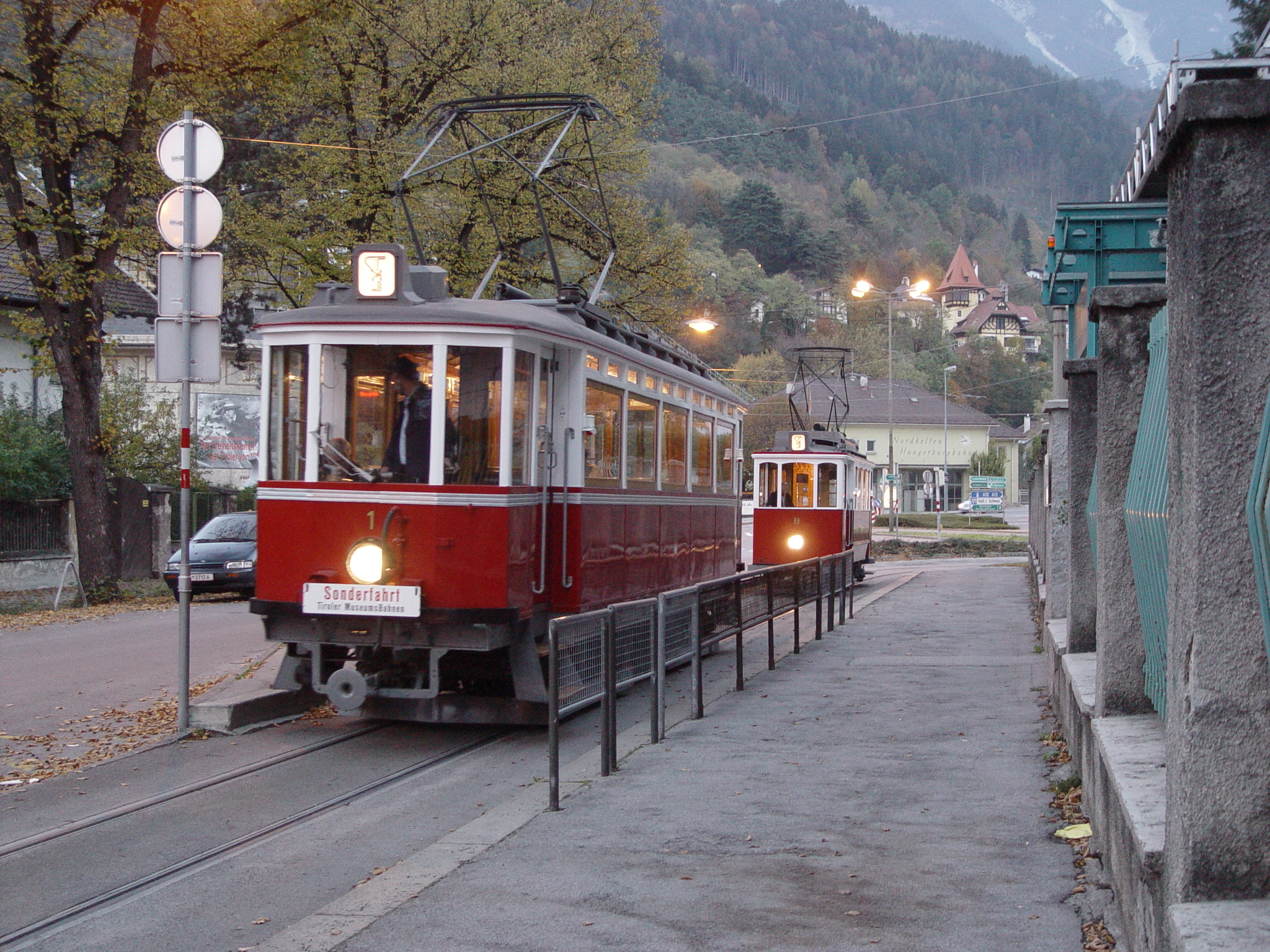
保存されている旧型電車（2006年撮影）
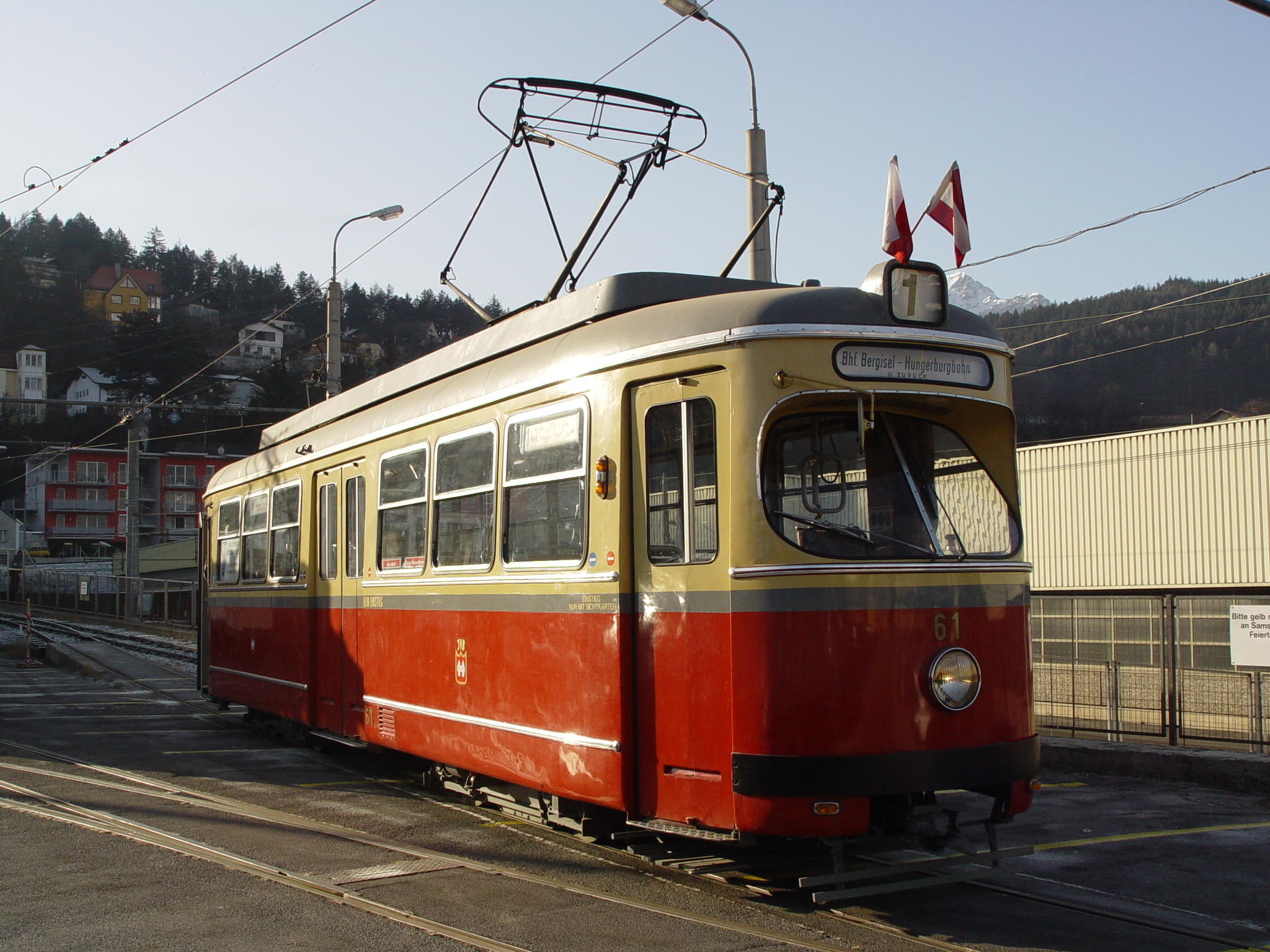
保存されている戦後製のボギー車（2006年撮影）
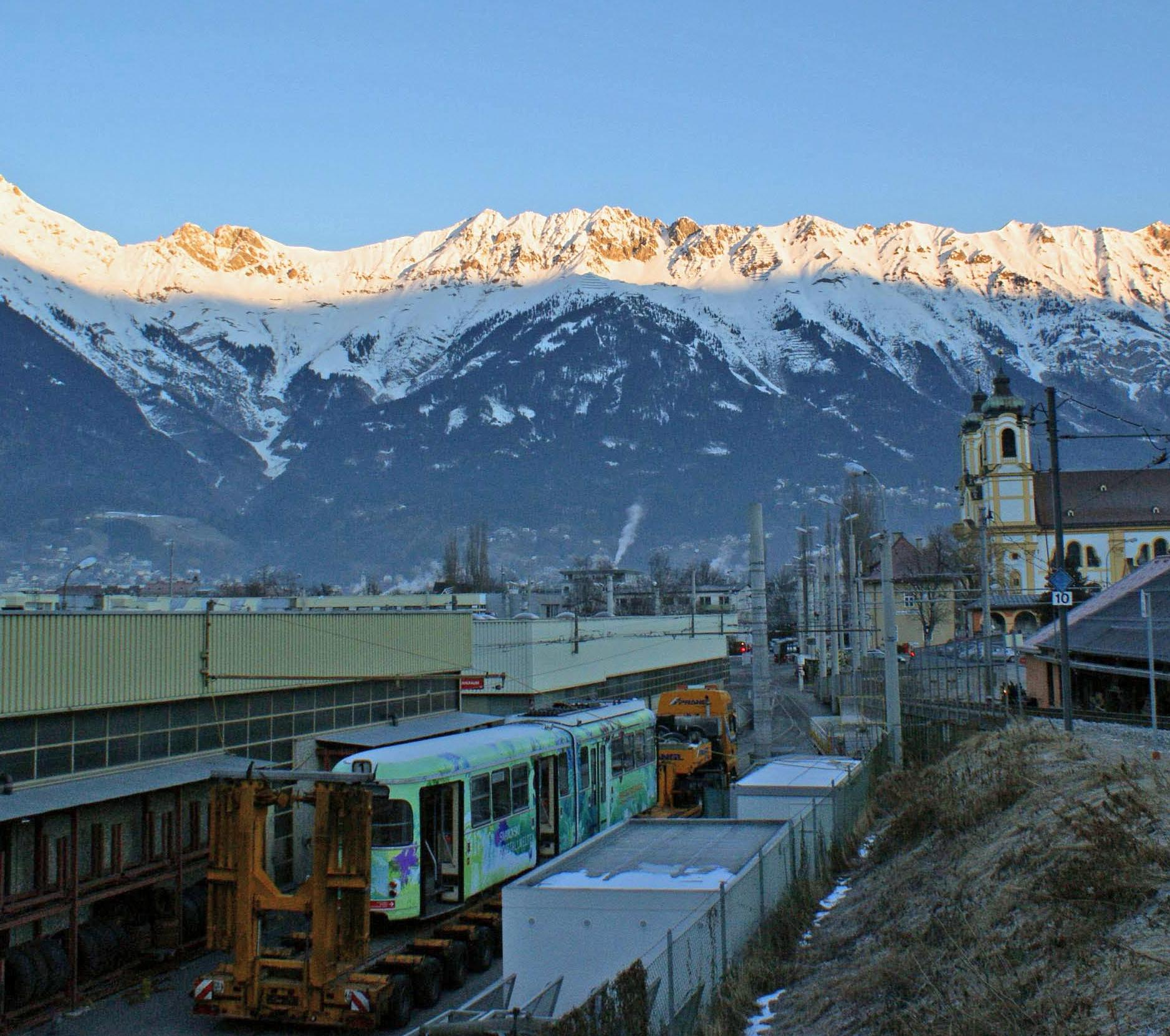
アラドへ輸送される連接車（2009年撮影）